# Cohoe
Cohoe est une census-designated place du borough de la péninsule de Kenai en Alaska aux États-Unis. Sa population était de 1 364 habitants en 2010.
Elle est située sur la Péninsule Kenai, sur la rive ouest de la rivière Kasilof, à 21 km de Kenai, sur la Sterling Highway.
Les températures moyennes vont de −16 °C à −6 °C en janvier et de 8 °C à 18 °C en juillet.
Victor Holm, qui venait de Finlande, a construit là son habitation en 1890, laquelle depuis figure sur le Register of Historic Places. À l'origine, Cohoe était un village agricole. La poste a été ouverte en 1950, et depuis, ses activités se sont tournées vers l'accueil touristique, de par sa proximité avec la Sterling Highway, mais aussi vers le commerce, les bois de construction et la pêche.	

## Démographie
| 1960 | 1990 | 2000  | 2010  | - | - |
| ---- | ---- | ----- | ----- | - | - |
| 122  | 508  | 1 168 | 1 364 | - | - |